# Family Circle Cup 1974
Family Circle Cup 1974 — жіночий тенісний турнір, що проходив на відкритих кортах з ґрунтовим покриттям Sea Pines Racquet Club у Гілтон-Гед-Айленді (США). Проходив у рамках Туру WTA 1974. Турнір відбувся вдруге і тривав з 30 квітня до 5 травня 1974 року. Перша сіяна Кріс Еверт здобула титул в одиночному розряді й отримала за це 30 тис. доларів США.

## Фінальна частина

### Одиночний розряд
Кріс Еверт —  Керрі Мелвілл 6–1, 6–3
- Для Еверт це був 6-й титул за сезон і 29-й — за кар'єру.

### Парний розряд
Розмарі Касалс /  Ольга Морозова —  Гелен Гурлей /  Карен Крантцке 6–2, 6–1